# Polo (confiserie)
Pour les articles homonymes, voir Polo (homonymie).
 (décembre 2015).
Si vous disposez d'ouvrages ou d'articles de référence ou si vous connaissez des sites web de qualité traitant du thème abordé ici, merci de compléter l'article en donnant les références utiles à sa vérifiabilité et en les liant à la section « Notes et références ».

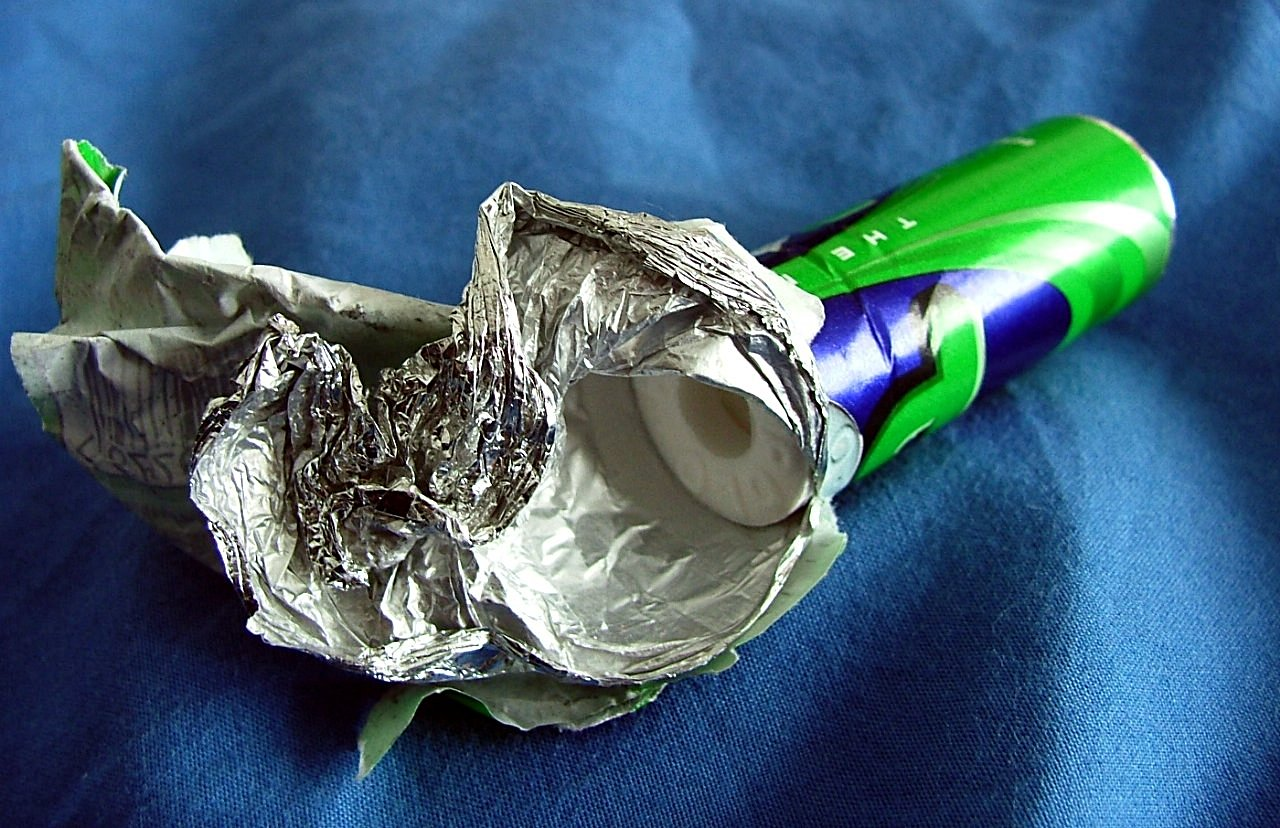
Un paquet de bonbons Polo.

Polo est une marque de bonbons dont la principale caractéristique est le trou en son centre. La fabrication des Polos à la menthe a commencé en 1948 au Royaume-Uni par John Bargewell, employé de l'usine Rowntree's à York. Toute une gamme d'autres goûts a suivi. Le nom Polo est supposé venir du mot « polaire » qui symbolise la fraîcheur ressentie en suçant un Polo.

## Histoire
Les bonbons Polo ont été créés par Rowntree's en 1948, les Polos aux fruits ont suivi peu après.
Polo est encore la marque de bonbons à la menthe la plus vendue en Grande-Bretagne avec approximativement 20 millions de bonbons produits chaque jour et une moyenne de 140 Polos mangés chaque seconde.

## Le bonbon
Un Polo mesure approximativement 1,9 cm de diamètre, 0,4 cm de hauteur et possède un trou de 0,8 cm de diamètre. Le Polo original est blanc, possède un trou et a le mot 'POLO' estampé deux fois sur une face de l'anneau.

## Emballage
Les Polos sont habituellement vendus dans un paquet d'environ 10 cm contenant 23 bonbons. Le tube est constitué d'un papier aluminium entouré d'un papier  vert et bleu. Le mot ‘POLO’ est écrit avec les O représentant des images du bonbon.